# Phoma gallarum
Phoma gallarum är en lavart som beskrevs av Briard 1888. Phoma gallarum ingår i släktet Phoma, ordningen Pleosporales, klassen Dothideomycetes, divisionen sporsäcksvampar och riket svampar.   Inga underarter finns listade i Catalogue of Life.